# آلان غواميني
بيير آلان غواميني غياهولي (من مواليد 15 يونيو 1966) هو لاعب كرة قدم محترف سابق من ساحل العاج، لعب كحارس مرمى. وهو مدرب لمنتخب ساحل العاج تحت 23 سنة.

## مسيرته مع الأندية
لعب غواميني مع أسيك ميموزا والرجاء البيضاوي ونادي تروفيل دوفيل ونادي تولوز.

## مسيرته الدولية
يحمل غواميني الرقم القياسي للمباريات (24) والمشاركات (سبعة) في كأس الأمم الإفريقية كحارس مرمى منتخب ساحل العاج. خلفه في مرمى الأفيال لوسيني كوناتي في عام 2000.

## مسيرته التدريبية
بعد مسيرته الكروية، كان غواميني مدربا لحراس المرمى للمنتخب الوطني وفي صيف 2006 غير مناصبه ليصبح مدربا وطنيا لفرق ساحل العاج تحت 15 عاما وتحت 17 عاما. 

## روابط خارجية
- آلان غواميني على فرق كرة القدم الوطنية.كوم